# Partecipanti alla Vuelta a Andalucía 2023
Elenco dei partecipanti alla Vuelta a Andalucía 2023.
La Vuelta a Andalucía 2023 è stata la sessantanovesima edizione della corsa. Alla competizione presero parte diciassette squadre: nove con licenza UCI World Tour 2023 e otto dell'UCI ProTeam.
Ciascuna delle squadre è composta da sette ciclisti, per un totale di 119 ciclisti accreditati alla partenza.

## Corridori per squadra
Nota: R ritirato, NP non partito, FT fuori tempo, SQ squalificato
| Bahrain Victorious       | Bahrain Victorious       | Bahrain Victorious       | Astana Qazaqstan Team    | Astana Qazaqstan Team    | Astana Qazaqstan Team    | Ineos Grenadiers       | Ineos Grenadiers       | Ineos Grenadiers       |
| ------------------------ | ------------------------ | ------------------------ | ------------------------ | ------------------------ | ------------------------ | ---------------------- | ---------------------- | ---------------------- |
| N°                       | Ciclista                 | Clas.                    | N°                       | Ciclista                 | Clas.                    | N°                     | Ciclista               | Clas.                  |
| 1                        | Mikel Landa              | 2°                       | 11                       | Samuele Battistella      | R 5ª                     | 21                     | Carlos Rodríguez       | 4°                     |
| 2                        | Matej Mohorič            | 32°                      | 12                       | Luis León Sánchez        | 24°                      | 22                     | Tao Geoghegan Hart     | 6°                     |
| 3                        | Damiano Caruso           | 7°                       | 13                       | Christian Scaroni        | R 4ª                     | 23                     | Jhonatan Narváez       | 12°                    |
| 4                        | Jack Haig                | 11°                      | 14                       | Fabio Felline            | 72°                      | 24                     | Connor Swift           | 61°                    |
| 5                        | Andrea Pasqualon         | 59°                      | 15                       | Vadim Pronskij           | NP2ª                     | 25                     | Omar Fraile            | 36°                    |
| 6                        | Santiago Buitrago        | 3°                       | 16                       | Antonio Nibali           | 82°                      | 26                     | Salvatore Puccio       | 76°                    |
| 7                        | Edoardo Zambanini        | 39°                      | 17                       | Joseph Dombrowski        | NP5ª                     | 27                     | Pavel Sivakov          | 10°                    |
| Movistar Team            | Movistar Team            | Movistar Team            | UAE Team Emirates        | UAE Team Emirates        | UAE Team Emirates        | Team Jayco AlUla       | Team Jayco AlUla       | Team Jayco AlUla       |
| N°                       | Ciclista                 | Clas.                    | N°                       | Ciclista                 | Clas.                    | N°                     | Ciclista               | Clas.                  |
| 31                       | Enric Mas                | 5°                       | 41                       | Tadej Pogačar            | 1°                       | 51                     | Kevin Colleoni         | 48°                    |
| 32                       | Iván García Cortina      | 75°                      | 42                       | Alessandro Covi          | 54°                      | 52                     | Felix Engelhardt       | 55°                    |
| 33                       | Ruben Guerreiro          | 21°                      | 43                       | George Bennett           | 22°                      | 53                     | Tsgabu Grmay           | 14°                    |
| 34                       | Gonzalo Serrano          | 49°                      | 44                       | Tim Wellens              | 17°                      | 54                     | Christopher Jensen     | 80°                    |
| 35                       | Nelson Oliveira          | 26°                      | 45                       | Rafał Majka              | 25°                      | 55                     | Rudy Porter            | 46°                    |
| 36                       | Gorka Izagirre           | 18°                      | 46                       | Sjoerd Bax               | 79°                      | 56                     | Matteo Sobrero         | 20°                    |
| 37                       | Sergio Samitier          | 86°                      | 47                       | Domen Novak              | 91°                      | 57                     | Filippo Zana           | 27°                    |
| Alpecin-Deceuninck       | Alpecin-Deceuninck       | Alpecin-Deceuninck       | Intermarché-Circus-Wanty | Intermarché-Circus-Wanty | Intermarché-Circus-Wanty | Caja Rural-Seguros RGA | Caja Rural-Seguros RGA | Caja Rural-Seguros RGA |
| N°                       | Ciclista                 | Clas.                    | N°                       | Ciclista                 | Clas.                    | N°                     | Ciclista               | Clas.                  |
| 61                       | Dries De Bondt           | 81°                      | 71                       | Lorenzo Rota             | 8°                       | 81                     | Orluis Aular           | 84°                    |
| 62                       | Samuel Gaze              | 65°                      | 72                       | Georg Zimmermann         | 47°                      | 82                     | Joel Nicolau           | R 5ª                   |
| 63                       | Ayco Bastiaens           | R 5ª                     | 73                       | Dion Smith               | 57°                      | 83                     | Tomáš Bárta            | R 4ª                   |
| 64                       | Alexander Krieger        | R 5ª                     | 74                       | Niccolò Bonifazio        | 60°                      | 84                     | Jefferson Cepeda       | 15°                    |
| 65                       | Axel Laurance            | 35°                      | 75                       | Laurens Huys             | 23°                      | 85                     | David Gonzalez         | R 3ª                   |
| 66                       | Stefano Oldani           | 44°                      | 76                       | Aimé De Gendt            | 92°                      | 86                     | Jokin Murguialday      | R 3ª                   |
| 67                       | Lionel Taminiaux         | R 5ª                     | 77                       | Laurenz Rex              | 83°                      | 87                     | Julen Amezqueta        | R 5ª                   |
| Eolo-Kometa Cycling Team | Eolo-Kometa Cycling Team | Eolo-Kometa Cycling Team | Lotto Dstny              | Lotto Dstny              | Lotto Dstny              | Israel-Premier Tech    | Israel-Premier Tech    | Israel-Premier Tech    |
| N°                       | Ciclista                 | Clas.                    | N°                       | Ciclista                 | Clas.                    | N°                     | Ciclista               | Clas.                  |
| 91                       | Lorenzo Fortunato        | R 5ª                     | 101                      | Andreas Kron             | 9°                       | 111                    | Dylan Teuns            | 19°                    |
| 92                       | Erik Fetter              | 50°                      | 102                      | Milan Menten             | 89°                      | 112                    | Nick Schultz           | 13°                    |
| 93                       | Davide Bais              | NP5ª                     | 103                      | Pascal Eenkhoorn         | 52°                      | 113                    | Simon Clarke           | R 1ª                   |
| 94                       | Simone Raccani           | 73°                      | 104                      | Brent Van Moer           | 58°                      | 114                    | Hugo Houle             | 56°                    |
| 95                       | Diego Sevilla            | 69°                      | 105                      | Johannes Adamietz        | 41°                      | 115                    | Corbin Strong          | NP4ª                   |
| 96                       | Fernando Tercero         | 34°                      | 106                      | Frederik Frison          | 51°                      | 116                    | Sep Vanmarcke          | R 5ª                   |
| 97                       | Álex Martín              | 67°                      | 107                      | Liam Slock               | 66°                      | 117                    | Tom Van Asbroeck       | 88°                    |
| Equipo Kern Pharma       | Equipo Kern Pharma       | Equipo Kern Pharma       | Euskaltel-Euskadi        | Euskaltel-Euskadi        | Euskaltel-Euskadi        | TotalEnergies          | TotalEnergies          | TotalEnergies          |
| N°                       | Ciclista                 | Clas.                    | N°                       | Ciclista                 | Clas.                    | N°                     | Ciclista               | Clas.                  |
| 121                      | Jon Agirre               | 29°                      | 131                      | Juan José Lobato         | R 2ª                     | 141                    | Dries Van Gestel       | 85°                    |
| 122                      | Raúl García Pierna       | R 1ª                     | 132                      | Txomin Juaristi          | 62°                      | 142                    | E. Boasson Hagen       | 45°                    |
| 123                      | Igor Arrieta             | 30°                      | 133                      | Xabier Isasa             | 78°                      | 143                    | Pierre Latour          | 43°                    |
| 124                      | Pau Miquel               | R 4ª                     | 134                      | Gotzon Martín            | 71°                      | 144                    | Paul Ourselin          | NP5ª                   |
| 125                      | Álex Jaime               | R 1ª                     | 135                      | Joan Bou                 | 31°                      | 145                    | Geoffrey Soupe         | R 5ª                   |
| 126                      | Carlos García Pierna     | 63°                      | 136                      | Luis Ángel Maté          | 38°                      | 146                    | Alan Jousseaume        | NP5ª                   |
| 127                      | Héctor Carretero         | 70°                      | 137                      | Ibai Azurmendi           | NP4ª                     | 147                    | Jérémy Cabot           | 33°                    |
| Burgos-BH                | Burgos-BH                | Burgos-BH                | Team Flanders-Baloise    | Team Flanders-Baloise    | Team Flanders-Baloise    |                        |                        |                        |
| N°                       | Ciclista                 | Clas.                    | N°                       | Ciclista                 | Clas.                    |                        |                        |                        |
| 151                      | Clément Alleno           | 87°                      | 161                      | Aaron Van Poucke         | 90°                      |                        |                        |                        |
| 152                      | Jesús Ezquerra           | 74°                      | 162                      | Vincent Van Hemelen      | 68°                      |                        |                        |                        |
| 153                      | Daniel Navarro           | 37°                      | 163                      | Gilles De Wilde          | R 5ª                     |                        |                        |                        |
| 154                      | Cyril Barthe             | 77°                      | 164                      | Jenno Berckmoes          | 40°                      |                        |                        |                        |
| 155                      | Ander Okamika            | 64°                      | 165                      | Ward Vanhoof             | R 3ª                     |                        |                        |                        |
| 156                      | José Manuel Díaz         | 16°                      | 166                      | Vito Braet               | 42°                      |                        |                        |                        |
| 157                      | Andrés Camilo Ardila     | 28°                      | 167                      | Alex Colman              | 53°                      |                        |                        |                        |